# Federația de Fotbal din Sfântul Vincențiu și Grenadinele
Federația de Fotbal din Sfântul Vincențiu și Grenadinele este forul ce guvernează fotbalul în Sfântul Vincențiu și Grenadinele. A fost fondată în 1979, dar a fost primită în FIFA abia în 1988.